# Michaił Hrabouski
Michaił Jurjewicz Hrabouski (błr. Міхаіл Юр'евіч Грабоўскі, ros. Михаил Юрьевич Грабовский - Michaił Jurjewicz Grabowski; ur. 31 stycznia 1984 w Poczdamie, Niemcy) – białoruski hokeista, reprezentant Białorusi, trener.

## Kariera zawodnicza
- Junost' Mińsk (2002-2003)

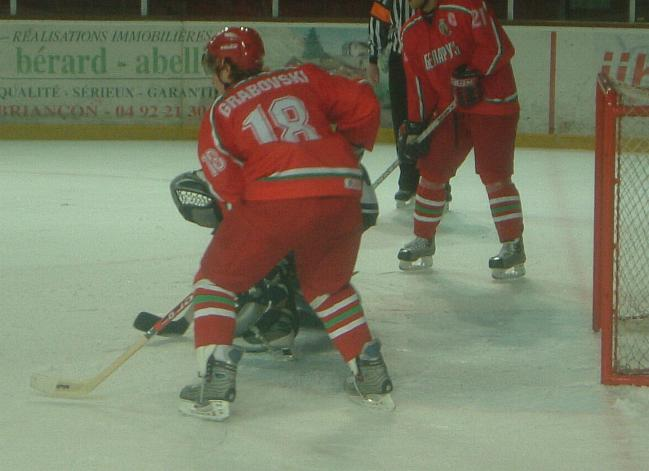
Michaił Hrabouski (na pierwszym planie) w barwach reprezentacji Białorusi do lat 20 (2003)

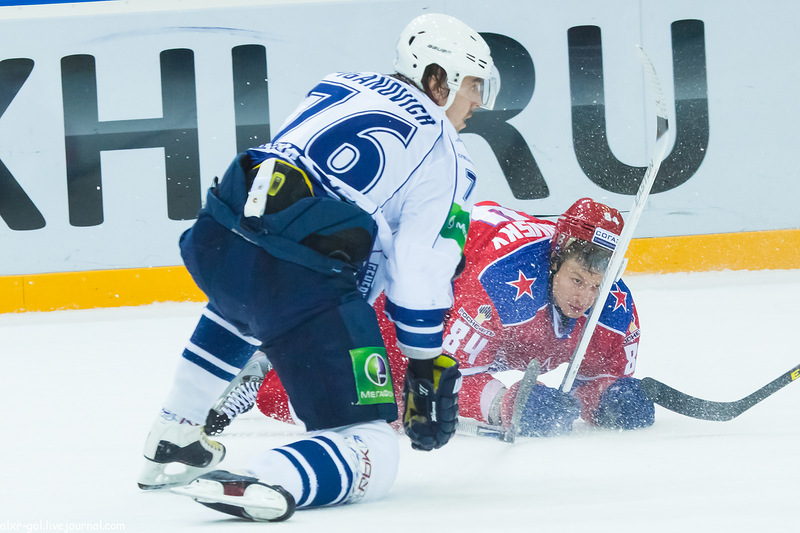
Michaił Hrabouski (z prawej leży) w barwach CSKA Moskwa (2012). Z lewej Oleg Piganowicz (Amur Chabarowsk)

- Nieftiechimik Niżniekamsk (2003-2005)
- Dinamo Moskwa (2005-2006)
- Junost' Mińsk (2006)
- Montreal Canadiens (2006-2008)
- Hamilton Bulldogs (2006-2008)
- Toronto Maple Leafs (2008-2013)
  -  CSKA Moskwa (2012-2013)
- Washington Capitals (2013-2014)
- New York Islanders (2014-2017)
- Vegas Golden Knights (2017-2018)

Wychowanek Junosti Mińsk. W drafcie NHL z 2004 wybrany przez kanadyjski klub Montreal Canadiens, w którym występował w sezonach NHL (2006/2007) i NHL (2007/2008). Od sezonu NHL (2008/2009) jest zawodnikiem innej klubu z Kanady, Toronto Maple Leafs. W marcu 2012 przedłużył kontrakt z klubem o pięć lat. Od 25 września 2012 do stycznia 2013 roku na okres lokautu w sezonie NHL (2012/2013) związany kontraktem z rosyjskim klubem CSKA Moskwa. Od sierpnia 2013 zawodnik Washington Capitals, związany rocznym kontraktem. Od lipca 2014 zawodnik New York Islanders, związany czteroletnim kontraktem, przy czym w sezonie NHL (2016/2017) już nie wystąpił. Od czerwca 2017 był formalnie zawodnikiem beniaminka NHL, Vegas Golden Knights, jednak w edycji NHL (2017/2018) nie rozegrał żadnego meczu. W czerwcu 2019 ogłosił zakończenie kariery zawodniczej.
Występował w kadrach juniorskich kraju na mistrzostwach świata do lat 18 edycji 2002, do lat 20 edycji 2002, 2003, 2004. W kadrze seniorskiej uczestniczył w turniejach mistrzostw świata edycji 2004, 2005, 2006, 2008, 2009, 2010, 2011, 2012, 2014.

## Kariera trenerska
W połowie czerwca 2019 został ogłoszony asystentem głównego trenera Dynama Mińsk, Craiga Woodcrofta.

## Sukcesy
Klubowe
- Puchar Mistrzów: 2006 z Dinamem Moskwa
- Puchar Caldera: 2007 z Hamilton Bulldogs

Indywidualne
- Puchar Mistrzów IIHF 2006:
  - Trzecie miejsce w klasyfikacji strzelców turnieju: 6 goli
  - Pierwsze miejsce w klasyfikacji kanadyjskiej turnieju: 8 punktów
  - Skład gwiazd turnieju
  - Najlepszy napastnik turnieju
- Mistrzostwa Świata w Hokeju na Lodzie 2009/Elita:
  - Jeden z trzech najlepszych zawodników reprezentacji na turnieju
- Mistrzostwa Świata w Hokeju na Lodzie 2011/Elita:
  - Jeden z trzech najlepszych zawodników reprezentacji na turnieju
- KHL (2012/2013):
  - Mecz Gwiazd KHL (wybrany, nie wystąpił z powodu zakończenia powrotu do NHL)[9]
- Mistrzostwa Świata w Hokeju na Lodzie 2014/Elita:
  - Jeden z trzech najlepszych zawodników reprezentacji na turnieju[10]

Wyróżnienia
- Hokeista Roku na Białorusi: 2009, 2011, 2013, 2014